# Lamao
Lamao là phường ở đô thị Limay, Bataan, Philippines.

## Các phân khu
Lamao được chia ra thành 14 phân khu ( barrio), gồm:
- Aburido
- Arsenal
- Ayam
- BPI
- Carbon Site
- Crusher Site
- Esperanza (Mount Lamao)
- Lamao Poblacion
- Manggahan
- Pag-Asa
- Petron Village
- PEX
- Policarpio Site
- San José